# گارگانوک
گارگانوک (به انگلیسی: Gargunnock) یک روستا در بریتانیا است که در استیرلینگ واقع شده‌است. گارگانوک ۹۱۲ نفر جمعیت دارد.